# Tomás Costa
Tomás Costa (Santa Fe, 30 gennaio 1985) è un ex calciatore argentino, di ruolo centrocampista.

## Carriera
Dopo aver militato per tre anni nel Rosario Central, nel 2008 si è trasferito al Porto con un contratto quadriennale da 700.000€ a stagione.

## Palmarès

### Club

#### Competizioni nazionali
- Campionato portoghese: 1

Porto: 2008-2009
- Coppa di Portogallo: 2

Porto: 2008-2009, 2009-2010
- Supercoppa di Portogallo: 1

Porto: 2009